# Nancy Faeser
Nancy Faeser, née le 13 juillet 1970 à Bad Soden am Taunus, est une femme politique allemande, membre du Parti social-démocrate (SPD). Elle est ministre fédérale de l'Intérieur entre 2021 et 2025.

## Biographie

### Jeunesse et formation
Son père, Horst Faeser, est maire SPD de Schwalbach am Taunus, où elle passe l'essentiel de sa vie, de 1998 à 2002,. Après son Abitur en 1990, elle étudie le droit à l'université de Francfort.

### Carrière professionnelle
En parallèle de ses activités politiques, elle travaille pour le cabinet d'avocats Clifford Chance à Francfort de 2000 à 2007.

### Parcours politique
Élue députée au Landtag de Hesse en février 2003, Nancy Faeser devient vice-présidente du groupe SPD en 2009. En 2019, elle remplace Thorsten Schäfer-Gümbel à la présidence du groupe et de la fédération régionale du parti. En outre, elle a occupé la présidence de la commission parlementaire de l'Intérieur, la commission d'enquête parlementaire sur le groupe terroriste d'extrême-droite NSU et la commission G-10, chargée des autorisations de mise sur écoute par les services de renseignement.
Peu connue à l'échelle nationale, elle est nommée ministre fédérale de l'Intérieur et de la Patrie dans le gouvernement de coalition du social-démocrate Olaf Scholz en décembre 2021, devenant la première femme à occuper ce portefeuille régalien.
En novembre 2022, elle annonce un futur projet de loi pour simplifier les procédures de naturalisation. Le projet porté par la SPD et les Verts prévoit de réduire de huit à cinq ans le délai au-delà duquel les étrangers résidant légalement en Allemagne pourront être naturalisés. Ils pourront en outre cumuler deux nationalités, alors que l’interdiction de cumul de principe prévalait jusqu’ici. L’annonce est accueillie avec le plus grand froid par le parti libéral FDP, membre de la coalition gouvernementale, jugeant que « ce n'est pas le moment alors qu'il n'y a eu aucun progrès en matière de lutte contre l'immigration clandestine ».

### Vie privée
Elle est mariée et a un fils. 

## Prises de position
En Hesse, elle prône un salaire horaire minimum de treize euros à l'échelle du Land.
En avril 2024, constatant que la proportion des mis en cause étrangers dans les infractions a augmenté de 17,8 % à environ 923 000, Nancy Faeser préconise des expulsions plus importantes des étrangers auteurs d’infractions et leur accélération.